# Collegio di Bromley and Chislehurst
Bromley and Chislehurst è stato un collegio elettorale situato nella Grande Londra, e rappresentato alla Camera dei comuni del Parlamento del Regno Unito. Eleggeva un membro del parlamento con il sistema first-past-the-post, ossia maggioritario a turno unico; il collegio è stato abolito in occasione della revisione periodica del 2024.

## Estensione
- 1997-2010: i ward del borgo londinese di Bromley di Bickley, Bromley Common and Keston, Chislehurst, Hayes, Martins Hill and Town, Mottingham e Plaistow and Sundridge.
- 2010-2024: i ward del borgo londinese di Bromley di Bickley, Bromley Town, Chislehurst, Cray Valley West, Mottingham and Chislehurst North e Plaistow and Sundridge.

Bromley and Chislehurst copriva la parte settentrionale del borgo londinese di Bromley, inclusa la parte est di Bromley, il suo centro, e Chislehurst.

## Membri del parlamento
| Elezione | Elezione  | Deputato         | Partito          |
| -------- | --------- | ---------------- | ---------------- |
|          | 1997      | Eric Forth       | Conservatore     |
| 2006 (S) | Bob Neill |                  | Conservatore     |
|          | 2024      | Collegio abolito | Collegio abolito |

## Elezioni

### Elezioni negli anni 2010
| Partito                    | Partito                                   | Candidato                  | Risultati 12 dicembre 2019 | Risultati 12 dicembre 2019 |
| Partito                    | Partito                                   | Candidato                  | Voti                       | %                          |
| -------------------------- | ----------------------------------------- | -------------------------- | -------------------------- | -------------------------- |
|                            | Conservatore                              | Bob Neill                  | 23 958                     | 52,58                      |
|                            | Laburista                                 | Angela Wilkins             | 13 067                     | 28,68                      |
|                            | Lib Dem                                   | Julie Ireland              | 6 621                      | 14,53                      |
|                            | Verdi                                     | Mary Ion                   | 1 546                      | 3,39                       |
|                            | Alleanza dei PopoliCristiani              | Zion Amodu                 | 255                        | 0,56                       |
|                            | Renew                                     | Djoti Dialani              | 119                        | 0,26                       |
|                            |                                           |                            |                            |                            |
| Iscritti                   | Iscritti                                  | Iscritti                   | 66 697                     | 100,00                     |
| ↳ Votanti (% su iscritti)  | ↳ Votanti (% su iscritti)                 | ↳ Votanti (% su iscritti)  | 455 566                    | 683,04                     |
| ↳ Astenuti (% su iscritti) | ↳ Astenuti (% su iscritti)                | ↳ Astenuti (% su iscritti) | -388 869                   | -583,04                    |
|                            |                                           |                            |                            |                            |
|                            | Esito: collegio confermato a Conservatore |                            |                            |                            |

| Partito                    | Partito                                   | Candidato                  | Risultati 8 giugno 2017 | Risultati 8 giugno 2017 |
| Partito                    | Partito                                   | Candidato                  | Voti                    | %                       |
| -------------------------- | ----------------------------------------- | -------------------------- | ----------------------- | ----------------------- |
|                            | Conservatore                              | Bob Neill                  | 25 175                  | 53,95                   |
|                            | Laburista                                 | Sara Hyde                  | 15 585                  | 33,40                   |
|                            | Lib Dem                                   | Sam Webber                 | 3 369                   | 7,22                    |
|                            | UKIP                                      | Emmett Jenner              | 1 383                   | 2,96                    |
|                            | Verdi                                     | Roisin Robertson           | 1 150                   | 2,46                    |
|                            |                                           |                            |                         |                         |
| Iscritti                   | Iscritti                                  | Iscritti                   | 65 117                  | 100,00                  |
| ↳ Votanti (% su iscritti)  | ↳ Votanti (% su iscritti)                 | ↳ Votanti (% su iscritti)  | 46 662                  | 71,66                   |
| ↳ Astenuti (% su iscritti) | ↳ Astenuti (% su iscritti)                | ↳ Astenuti (% su iscritti) | 18 455                  | 28,34                   |
|                            |                                           |                            |                         |                         |
|                            | Esito: collegio confermato a Conservatore |                            |                         |                         |

| Partito                    | Partito                                   | Candidato                  | Risultati 7 maggio 2015 | Risultati 7 maggio 2015 |
| Partito                    | Partito                                   | Candidato                  | Voti                    | %                       |
| -------------------------- | ----------------------------------------- | -------------------------- | ----------------------- | ----------------------- |
|                            | Conservatore                              | Bob Neill                  | 23 343                  | 52,97                   |
|                            | Laburista                                 | John Courtneidge           | 9 779                   | 22,19                   |
|                            | UKIP                                      | Emmett Jenner              | 6 285                   | 14,26                   |
|                            | Lib Dem                                   | Sam Webber                 | 2 836                   | 6,44                    |
|                            | Verdi                                     | Roisin Robertson           | 1 823                   | 4,14                    |
|                            |                                           |                            |                         |                         |
| Iscritti                   | Iscritti                                  | Iscritti                   | 65 477                  | 100,00                  |
| ↳ Votanti (% su iscritti)  | ↳ Votanti (% su iscritti)                 | ↳ Votanti (% su iscritti)  | 44 066                  | 67,30                   |
| ↳ Astenuti (% su iscritti) | ↳ Astenuti (% su iscritti)                | ↳ Astenuti (% su iscritti) | 21 411                  | 32,70                   |
|                            |                                           |                            |                         |                         |
|                            | Esito: collegio confermato a Conservatore |                            |                         |                         |

| Partito                    | Partito                                   | Candidato                  | Risultati 6 maggio 2010 | Risultati 6 maggio 2010 |
| Partito                    | Partito                                   | Candidato                  | Voti                    | %                       |
| -------------------------- | ----------------------------------------- | -------------------------- | ----------------------- | ----------------------- |
|                            | Conservatore                              | Bob Neill                  | 23 569                  | 53,52                   |
|                            | Lib Dem                                   | Sam Webber                 | 9 669                   | 21,96                   |
|                            | Laburista                                 | Chris Kirby                | 7 295                   | 16,57                   |
|                            | UKIP                                      | Emmett Jenner              | 1 451                   | 3,29                    |
|                            | BNP                                       | Rowena Savage              | 1 070                   | 2,43                    |
|                            | Verdi                                     | Roisin Robertson           | 607                     | 1,38                    |
|                            | Democratici                               | Jon Cheeseman              | 376                     | 0,85                    |
|                            |                                           |                            |                         |                         |
| Iscritti                   | Iscritti                                  | Iscritti                   | 65 427                  | 100,00                  |
| ↳ Votanti (% su iscritti)  | ↳ Votanti (% su iscritti)                 | ↳ Votanti (% su iscritti)  | 44 037                  | 67,31                   |
| ↳ Astenuti (% su iscritti) | ↳ Astenuti (% su iscritti)                | ↳ Astenuti (% su iscritti) | 21 390                  | 32,69                   |
|                            |                                           |                            |                         |                         |
|                            | Esito: collegio confermato a Conservatore |                            |                         |                         |

### Elezioni negli anni 2000
| Partito                    | Partito                                   | Candidato                  | Risultati 29 giugno 2006 | Risultati 29 giugno 2006 |
| Partito                    | Partito                                   | Candidato                  | Voti                     | %                        |
| -------------------------- | ----------------------------------------- | -------------------------- | ------------------------ | ------------------------ |
|                            | Conservatore                              | Bob Neill                  | 11 621                   | 40,06                    |
|                            | Lib Dem                                   | Ben Abbotts                | 10 988                   | 37,87                    |
|                            | UKIP                                      | Nigel Farage               | 2 307                    | 7,95                     |
|                            | Laburista                                 | Rachel Reeves              | 1 925                    | 6,64                     |
|                            | Verdi                                     | Ann Garrett                | 811                      | 2,80                     |
|                            | BNP                                       | Paul Winnett               | 476                      | 1,64                     |
|                            | Indipendente                              | John Hemming-Clark         | 442                      | 1,52                     |
|                            | Democratici                               | Steven Uncles              | 212                      | 0,73                     |
|                            | Monster Raving Loony                      | John Cartwright            | 132                      | 0,45                     |
|                            | Indipendente                              | Nick Hadziannis            | 65                       | 0,22                     |
|                            | Money Reform                              | Anne Belsey                | 33                       | 0,11                     |
|                            |                                           |                            |                          |                          |
| Iscritti                   | Iscritti                                  | Iscritti                   | 71 798                   | 100,00                   |
| ↳ Votanti (% su iscritti)  | ↳ Votanti (% su iscritti)                 | ↳ Votanti (% su iscritti)  | 29 012                   | 40,41                    |
| ↳ Astenuti (% su iscritti) | ↳ Astenuti (% su iscritti)                | ↳ Astenuti (% su iscritti) | 42 786                   | 59,59                    |
|                            |                                           |                            |                          |                          |
|                            | Esito: collegio confermato a Conservatore |                            |                          |                          |

| Partito                    | Partito                                   | Candidato                  | Risultati 5 maggio 2005 | Risultati 5 maggio 2005 |
| Partito                    | Partito                                   | Candidato                  | Voti                    | %                       |
| -------------------------- | ----------------------------------------- | -------------------------- | ----------------------- | ----------------------- |
|                            | Conservatore                              | Eric Forth                 | 23 583                  | 51,12                   |
|                            | Laburista                                 | Rachel Reeves              | 10 241                  | 22,20                   |
|                            | Lib Dem                                   | Peter Brooks               | 9 368                   | 20,30                   |
|                            | UKIP                                      | David Hooper               | 1 475                   | 3,20                    |
|                            | Verdi                                     | Ann Garrett                | 1 470                   | 3,19                    |
|                            |                                           |                            |                         |                         |
| Iscritti                   | Iscritti                                  | Iscritti                   | 71 137                  | 100,00                  |
| ↳ Votanti (% su iscritti)  | ↳ Votanti (% su iscritti)                 | ↳ Votanti (% su iscritti)  | 46 137                  | 64,86                   |
| ↳ Astenuti (% su iscritti) | ↳ Astenuti (% su iscritti)                | ↳ Astenuti (% su iscritti) | 25 000                  | 35,14                   |
|                            |                                           |                            |                         |                         |
|                            | Esito: collegio confermato a Conservatore |                            |                         |                         |

| Partito                    | Partito                                   | Candidato                  | Risultati 7 giugno 2001 | Risultati 7 giugno 2001 |
| Partito                    | Partito                                   | Candidato                  | Voti                    | %                       |
| -------------------------- | ----------------------------------------- | -------------------------- | ----------------------- | ----------------------- |
|                            | Conservatore                              | Eric Forth                 | 21 412                  | 49,53                   |
|                            | Laburista                                 | Sue Polydorou              | 12 375                  | 28,63                   |
|                            | Lib Dem                                   | Geoff Payne                | 8 180                   | 18,92                   |
|                            | UKIP                                      | Rob Bryant                 | 1 264                   | 2,92                    |
|                            |                                           |                            |                         |                         |
| Iscritti                   | Iscritti                                  | Iscritti                   | 67 183                  | 100,00                  |
| ↳ Votanti (% su iscritti)  | ↳ Votanti (% su iscritti)                 | ↳ Votanti (% su iscritti)  | 43 231                  | 64,35                   |
| ↳ Astenuti (% su iscritti) | ↳ Astenuti (% su iscritti)                | ↳ Astenuti (% su iscritti) | 23 952                  | 35,65                   |
|                            |                                           |                            |                         |                         |
|                            | Esito: collegio confermato a Conservatore |                            |                         |                         |

## Risultati dei referendum

### Referendum sulla permanenza del Regno Unito nell'Unione europea del 2016
|             | Collegio                | Lasciare UE % | Rimanere in UE % |
| ----------- | ----------------------- | ------------- | ---------------- |
|             | Bromley and Chislehurst | 49,8%         | 50,2%            |
|             | Inghilterra             | 53,3%         | 46,7%            |
| Regno Unito | 51,9%                   | 48,1%         |                  |